# Peter McEvoy Trophy
De Peter McEvoy Trophy is het golfkampioenschap voor jongens tot en met 18 jaar. De trofee is vernoemd naar Peter McEvoy, die tweemaal het Brits amateurskampioenschap won en vijf keer de Walker Cup speelde. Hij was captain van de Walker Cup in 1999 en 2001.
Het toernooi wordt altijd gespeeld op Copt Heath Golf Club, de club waar Peter McEvoy lid was. De eerste editie van de Peter McEvoy Trophy was in 1981. De formule is 72 holes strokeplay. Bijna alle winnaars van de laatste twintig jaren zijn professional geworden. De laatste winnaars zijn daar nog te jong voor.
Vanwege het slechte weer werden in 1998 slechts 54 holes gespeeld en in 1992, 2008 en 2009 slechts 63 holes.

## Winnaars
| - 1981: R J Sallis - 1982: J G S Robinson - 1983: P A Baker - 1984: Wayne Henry - 1985: A Morley - 1986: C A Mitchell - 1987: Wayne Henry - 1988: P Sefton - 1989: D A Bathgate - 1990: P A Sherman | - 1991: Lee Westwood - 1992: Bryan Davis - 1993: Steve Webster - 1994: Jamie Harris - 1995: Carl Duke - 1996: Mark Pilkington - 1997: Philip Rowe - 1998: Justin Rose - 1999: D J Porter - 2000: Zane Scotland | - 2001: B Harvey - 2002: Matt Richardson - 2003: T Hunter - 2004: John Parry - 2005: T Sherreard - 2006: Luke Goddard - 2007: Matt Haines - 2008: Stiggy Hodgson - 2009: Max Smith - 2010: Rhys Pugh | - 2011: Nathan Kimsey - 2012: Gavin Moynihan - 2019: Tom McKibbin |

Bryan Davis (1974) won in 1992 en speelde dat jaar de Jacques Leglise Trophy. Hij werd twee jaar later professional.

Mark Pilkington, winnaar van 1996, won twee jaar later het Amateurkampioenschap in Wales en werd daarna professional.

Luke Goddard, Matt Haines en Stiggy Hodgson speelden in 2009 in de Walker Cup, Goddard en Haines zijn inmiddels professional, Stiggy Hodgson nog niet.

In 2010 was de 16-jarige Rhys Pugh van de Vale of Glamorgan Golf Club de tweede speler uit Wales die de trofee won. Zijn overwinning maakt het bijna zeker dat hij in het volgende Walker Cup team komt.